# Friedrich Becker (Politiker, 1866)
Friedrich Jakob Becker (* 17. Mai 1866 in Rhodt unter Rietburg, Landkreis Südliche Weinstraße; † 3. Januar 1938 in Wiesbaden) war Jurist und bayerischer Landtagsabgeordneter.

## Leben
Beckers Eltern waren der Gutsbesitzer Carl Ludwig Becker und dessen Ehefrau Anna Barbara, die beide die evangelische Konfession hatten. Von 1863 bis 1889 war sein Vater Bürgermeister der Weinbaugemeinde Rhodt unter Rietburg. Friedrich Jakob Becker hatte noch sechs Geschwister, wobei zwei bereits im Alter von wenigen Wochen starben.
Becker besuchte die Volksschule in seinem Heimatort, bevor er auf die Lateinschule in Edenkoben wechselte. Danach besuchte er das Humanistische Gymnasium in Landau. Von 1884 bis 1888 studierte er Rechtswissenschaften in Straßburg, Berlin und München. Sein Militärdienstjahr leistete er in München ab. Am 1. Oktober 1894 wurde er Amtanwalt in Frankenthal, danach 3. Staatsanwalt in Kaiserslautern, um am 16. Juli 1898 als 2. Staatsanwalt wieder nach Frankenthal zu kommen. Hier vermählte er sich am 16. Juli 1901 mit der evangelischen 27-jährigen Eugenie Malwina Elfriede David. Als er zum Landgerichtsrat in Zweibrücken ernannt worden war, zog die Familie dorthin. In Zweibrücken kamen die beiden Kinder Karl Theodor Cornelius, geboren am 24. Mai 1902 und Gertrud Bertha, geboren am 20. Dezember 1909 zur Welt.
Am 1. Juli 1909 wurde er zum stellvertretenden Landgerichtsdirektor ernannt und kam am 1. Februar 1910 als 1. Staatsanwalt nach Kaiserslautern. Als der Erste Weltkrieg ausbrach, meldete er sich sofort freiwillig und nahm von August 1914 bis November 1918 am Krieg teil. Als Landsturm-Kompanieführer brachte er es zum Hauptmann der Landwehr. Er erhielt das Eiserne Kreuz II. Klasse, den Bayerischen Militärverdienstorden IV. Klasse mit Schwertern und das Hilfsdienstkreuz. Während seiner Zeit als Soldat wurde er am 1. Februar 1916 zum Oberlandesgerichtsrat ernannt und nach Zweibrücken versetzt.
Bei der Landtagswahl vom 2. Februar 1919 wurde er als Kandidat der nationalliberalen Deutschen Volkspartei der Pfalz (DVP) für die Stimmkreise St. Ingbert, Germersheim und Neustadt an der Haardt in den Bayerischen Landtag gewählt. Die Legislaturperiode ging vom 21. Februar 1919 bis zum 2. Juni 1920. In dieser Zeit gehörte Becker dem Ausschuss für auswärtige Angelegenheiten, dem Ausschuss für Beamtenfragen, dem Beamtenbesoldungsausschuss und dem Volksgerichts-Ausschuss an.
Becker war Mitglied im Landesvorstand und Landesausschuss der pfälzischen DVP und einer der überzeugungstiefsten, mutigsten und unermüdlichsten Parteifreunde. In politischer Hinsicht ein Kind seiner Herkunft und Zeit, verstand er es in seinen mit Humor gewürzten Reden, meist die Gefühlslage seiner Parteifreunde anzusprechen. Auf Vertreter- und Parteitagen sowie Landesausschusssitzungen sprach er häufig das Schlusswort, brachte Entschließungen ein oder nahm anschauliche Erläuterungen zum Sachverhalt vor. Auch als am 26. März 1925 im Saalbau in Neustadt die Anhänger von Karl Jarres, dem Kandidaten von DVP und DNVP für die Reichspräsidentenwahl, zusammenkamen, hielt er die Eröffnungsansprache und sprach das Schlusswort.
Am 16. April 1920 wurde Becker Präsident des Landgerichts Frankenthal. Während des Ruhrkampfes war er am 28. Juli 1923 von den Franzosen aus der Pfalz ausgewiesen worden. Während der Zeit seiner Ausweisung war er als Rat am Obersten Landgericht in München tätig. Im Oktober 1924 kehrte die Familie Becker von München nach Frankenthal zurück. Am 1. Januar 1927 trat er das Amt des Präsidenten des Oberlandesgerichts Zweibrücken an. In Frankenthal, wo er Ehrenmitglied des Turnvereins von 1848 und des Krieger- und Militärvereins war, sah man ihn mit großem Bedauern nach Zweibrücken scheiden.
Als die Nationalsozialisten am 10. März 1933 das Justizgebäude in Zweibrücken besetzten und den jüdischen Rechtsanwälten den Zutritt verwehrten, verwahrte er sich gegen diese Maßnahme und erreichte, dass die Wache um 17 Uhr abzog. Das Hissen der schwarz-weiß-roten und der Hakenkreuzfahne nahm er hin und sah, da bei den übrigen Gerichten des Landgerichtsbezirks Zweibrücken keine Besonderheiten vorlagen, keine Veranlassung, zivil- und strafrechtliche Maßnahmen einzuleiten. Über die Inhaftierung zahlreicher Juristen im OLG-Bezirk Zweibrücken war er zu diesem Zeitpunkt nicht informiert. Als er am 31. März 1933 drei Telegramme des Bayerischen Staatsministeriums der Justiz erhielt, die die Umsetzung von sofortigen Maßnahmen gegen jüdische Juristen und Justizbeamten zum Inhalt hatten, stellte er den Antrag auf Versetzung in den dauernden Ruhestand zum 1. Juli 1933, dem die braunen Machthaber entsprachen.
Nach seinem Ausscheiden aus dem Justizdienst verzog die Familie Becker von Zweibrücken nach Wiesbaden, wo er am 3. Januar 1938 verstarb. Er fand seine letzte Ruhestätte auf dem Friedhof der Gemeinde Rhodt unter Rietburg. Nach dem Tod des „arischen“ Ehemannes war seine Witwe dem Rassenwahn der Nationalsozialisten schutzlos ausgeliefert. Als sie am 14. März 1943 die Aufforderung erhielt, sich zum Abtransport nach Theresienstadt in Wiesbaden einzufinden – sie hielt sich bei ihrer Tochter in Hofheim am Taunus auf – ging sie am Tag darauf in den Freitod. Auch sie fand ihre letzte Ruhe auf dem Friedhof in Rhodt unter Rietburg.